# ガセリ菌
ラクトバチルス・ガセリ（Lactobacillus gasseri）は乳酸菌の一種。グラム陽性桿菌のラクトバチルス属ガセリ菌。ガッセリ菌とも表される。
酸素の有無にかかわらず育つ通性嫌気性菌。ガゼリ菌は膣内細菌叢の一部である。そのゲノムは配列決定されている。ガゼリ菌は、健康な女性の生殖器下部の正常な常在菌である。ガゼリ菌は、抗生物質であるラクトシリンも産生する。ガゼリ菌は、バクテリオシンであるgassericin Aを生産する。
なお、ガセリ菌という名で販売されている製品の多くは、実際には本種ではなく近縁なラクトバチルス・パラガッセリであることが研究者グループによって提唱されている。L. パラガッセリは2018年にANIに基づきガセリ菌から分割されたもので、16S rRNAなど簡便な方法では区別が付けづらいため、本項に記述されている内容の一部は、本種ではなくL. パラガッセリの物である可能性がある。L ガセリは、L. パラガッセリの一部の株が備えている抗菌活性を持つガセリシンTや、グラム陰性菌のオートインデューサーを妨害するN-アシル-L-ホモセリンラクトン分解酵素を産生する能力を持たない。

## 利用
ガゼリ菌は、ヨーグルトの製造に利用されている。また、ヒトにラクトバチルスガセリPA-3を含むヨーグルトを連日摂取させたところ血清尿酸値の低下が認められた。
ガセリ菌は、機能性表示食品にも利用されている。機能性は、「内臓脂肪を減らす」「心理的なストレスを和らげ、睡眠の質（眠りの深さ）を高めるのに役立つ」「腸内環境の改善に役立つ」などである。

## 歴史的経緯
以前は、ラクトバチルス・アシドフィルス（Lactobacillus acidophilus）と同じ扱いをされていたが、1980年に新たに分類され、ラクトバチルス・ガセリ（Lactobacillus gasseri）として扱われるようになった。2018年にはラクトバチルス・ガセリから更にラクトバチルス・パラガッセリ（Lactobacillus paragasseri）に分割することが提唱されている。